# Мбандака
Мбандака (1886–1966 роки — Кокійявіль, фр. Mbandaka) — місто в Демократичній Республіці Конго, адміністративний центр Екваторіальної провінції.

## Географія
Розташоване на східному березі річки Конго в місці впадання річки Рукі, на висоті 306 м над рівнем моря. У місті є аеропорт, крім того, він пов'язаний водними шляхами з Кіншасою і Боенде.

### Клімат
Місто знаходиться у зоні, котра характеризується вологим тропічним кліматом. Найтепліший місяць — лютий із середньою температурою 26.1 °C (79 °F). Найхолодніший місяць — серпень, із середньою температурою 23.3 °С (74 °F).
| Клімат Мбандаки         | Клімат Мбандаки | Клімат Мбандаки | Клімат Мбандаки | Клімат Мбандаки | Клімат Мбандаки | Клімат Мбандаки | Клімат Мбандаки | Клімат Мбандаки | Клімат Мбандаки | Клімат Мбандаки | Клімат Мбандаки | Клімат Мбандаки | Клімат Мбандаки |
| Показник                | Січ.            | Лют.            | Бер.            | Квіт.           | Трав.           | Черв.           | Лип.            | Серп.           | Вер.            | Жовт.           | Лист.           | Груд.           | Рік             |
| Абсолютний максимум, °C | 35              | 37              | 37              | 37              | 35              | 34              | 35              | 33              | 34              | 35              | 35              | 36              | 37              |
| Середній максимум, °C   | 31              | 32              | 32              | 31              | 31              | 30              | 30              | 29              | 30              | 30              | 30              | 30              | 31              |
| Середня температура, °C | 25              | 26              | 26              | 25              | 25              | 24              | 23              | 23              | 24              | 24              | 24              | 24              | 25              |
| Середній мінімум, °C    | 19              | 20              | 20              | 20              | 20              | 19              | 17              | 17              | 19              | 19              | 19              | 19              | 19              |
| Абсолютний мінімум, °C  | 13              | 16              | 13              | 15              | 13              | 16              | 15              | 16              | 16              | 16              | 15              | 15              | 13              |
| Норма опадів, мм        | 80              | 100             | 150             | 140             | 130             | 110             | 100             | 100             | 200             | 210             | 190             | 120             | 1670            |
| Днів з дощем            | 6               | 8               | 9               | 8               | 8               | 8               | 6               | 7               | 12              | 12              | 11              | 9               | 108             |
| Вологість повітря, %    | 85              | 83              | 84              | 85              | 85              | 86              | 85              | 85              | 85              | 85              | 86              | 86              | 85              |
| ----------------------- | --------------- | --------------- | --------------- | --------------- | --------------- | --------------- | --------------- | --------------- | --------------- | --------------- | --------------- | --------------- | --------------- |
| Джерело: Weatherbase    |                 |                 |                 |                 |                 |                 |                 |                 |                 |                 |                 |                 |                 |

## Історія
У 1883 році Генрі Мортон Стенлі заснував місто і назвав його Екватервіль, так як він знаходиться всього в 4 кілометрах на північ від екватора. Спочатку планувалося, що нове місто стане столицею Вільної держави Конго, однак цей план так і не був реалізований. План включав інфраструктуру на населення близько 100 000 чоловік, залізничну станцію, католицький собор, резиденцію губернатора і палац для майбутніх відвідувань цих місць бельгійським королем.
У 1886 році Бельгія змінила назву міста на Кокійявіль і лише в 1966 році, після здобуття незалежності, новий уряд Конго перейменував Кокійявіль у Мбандаку. В 1930-х роках бельгійський уряд активно розвивав місто: було розпочато будівництво мосту через річку, кількох фабрик, міської ратуші. Будівництво ратуші було завершено лише в 1947 році, після закінчення Другої світової війни. Висота ратуші становила 39 м, що робило її найвищою будівлею Бельгійського Конго. На вершині ратуші розташовувалася статуя короля Леопольда II. Міська ратуша була зруйнована в пожежі 1963 року.
В кінці 2009 року в Мбандаці спалахнула війна між ворогуючими кланами. У зіткненнях між бойовиками було вбито 200 осіб. До кінця року обстановка трохи стихла, однак на початку 2010 року в Мбандаці між місцевими правлячими кланами знову розгорілася війна.
4 квітня 2010 року конголезькі повстанці атакували місто. Незважаючи на наданий їм опір військовослужбовцями армії ДРК і миротворцями ООН, повстанці прорвалися вглиб міста і захопили місцевий аеропорт.

## Населення
Населення міста за даними на 2012 рік становить 345 663 людини. Населення Мбандаці сповідує багато релігій. На вулицях міста можна почути лінгальську, монгійську і французьку мови.